# مانويل فالس
مانويل فالس (بالفرنسية: Manuel Valls) (مواليد 13 أغسطس 1962 في برشلونة) سياسي فرنسي , إسباني الأصل شغل منصب رئيس وزراء فرنسا منذ 31 مارس 2014. إلى غاية 6 ديسمبر 2016. انتخب عمدة لإيفري، بين 2001 و2012، و نائبا برلمانيا عن دائرة إيسون، بين 2002 و2012. شغل منصب وزير الداخلية في حكومة جان مارك إيرو بين 16 مايو 2012 و31 مارس 2014، تاريخ تعيينه، رئيسا للوزراء، بقرار رئاسي لفرانسوا أولاند، ليكون رئيس الوزراء الحادي و العشرين في تاريخ الجمهورية الفرنسية الخامسة.

## سيرته
ولد مانويل كارلوس فالس غالفيتي في مصحة لافيروفياريا في برشلونة. والده هو الرسام الكتالوني الجمهوري، شافيير فالس (1923-2006)، الذي هاجر إلى فرنسا، منذ 1948؛ و أمه هي السويسرية الإيطالية، لويزانجيلا غالفيتي، أخت المهندس المعماري السويسري أوريليو غالفيتي. كان جده ماغي فالس صحفيا في الجريدة الكاطالانية الكاثوليكية إيلماتي، أما ابن عم والده، مانويل فالس غورينا، فهو ملحن نشيد نادي إف سي برشلونة الرسمي.
قضى فالس طفولته و شبابه بين كاطالونيا وفرنسا وسويسرا. انطلق اهتمامه بالسياسة عن سن السابعة عشرة، خلال دراسته التاريخ بجامعة السوربون، حيث نشط في الاتحاد الوطني لطلبة فرنسا و في الحزب الاشتراكي، في إطار التيار المعارض لفرانسوا ميتران، الذي كان من رموزه ميشيل روكار.
حصل مانويل فالس على الجنسية الفرنسية سنة 1982. في 1985، انسحب من الرابطة الفرنسية لحقوق الإنسان، احتجاجا على معارضة الرابطة لترحيل الحكومة الفرنسية، لأعضاء في تنظيم إيطا إلى إسبانيا. بين 1983 و 1986، شغل منصب ملحق برلماني لروبير شابوي، نائب إقليم الأرديش، و تم انتخابه في 1986 كمستشار في المجلس الجهوي لمنطقة إيل دو فرانس، عن سن 24 سنة، و كان فالس أصغر سياسي تقلد هذا المنصب في التاريخ السياسي الفرنسي. في 1988، عين في ديوان الوزير الأول ميشيل روكار كمستشار في الشؤون الطلابية.
في 1997، اشتغل في ديوان الوزير الأول ليونيل جوسبان كمكلف بالتواصل و الإعلام. في نفس السنة انهزم في تشريعيات 97، في دائرة أرجنتوي، أمام الشيوعي روبير أو. في 2001، انتخب عمدة على مدينة إيفري، في الضاحية الباريسية، و هي دائرة عرفت بميلها، انتخابيا لليسار. و في البلديات الموالية (2007)، أعيد انتخابه بنسبة 60 بالمئة. في 2002، انتخب نائبا برلمانيا، ممثلا إقليم إيسون.

## مواقفه السياسية
ينتمي فالس إلى الجناح اليميني في اليسار الفرنسي، و الذي كان من رموزه دومينيك ستراوس كان. عرف التيار بالخط الثالث، أو بتسمية البليريين (نسبة إلى توني بلير)، و يتمحور حول الديمقراطية الاشتراكية و إعادة بناء الحزب الاشتراكي الفرنسي في إطار مواءمة الفكر اليساري مع القيم الليبرالية.

### العودة إلى الحكومة الفرنسية
في ديسمبر 2024، تم تعيين مانويل فالس وزيراً للأقاليم ما وراء البحار في حكومة بايرو.

## المناصب
- 23 ديسمبر 2024: وزير أقاليم ما وراء البحار.
- 31 مارس 2014: رئيس وزراء فرنسا.
- 16 مايو 2012 ـ 31 مارس 2014: وزير الداخلية الفرنسي في حكومتي جان مارك أيرولت الأولى والثانية.
- 20 يونيو 2002 ـ 21 يوليو 2012: نائب في الجمعية الوطنية عن دائرة إيسون الانتخابية الأولى.
- 18 مارس 2001 ـ 3 يونيو 2012: رئيس بلدية مدينة ايفري.
- 7 أفريل 2008 ـ 9 يوليو 2012: رئيس مجتمع ايفري ايسون الحضري.

## روابط خارجية
- مانويل فالس على موقع IMDb (الإنجليزية)
- مانويل فالس على موقع الموسوعة البريطانية (الإنجليزية)
- مانويل فالس على موقع روتن توميتوز (الإنجليزية)
- مانويل فالس على موقع مونزينجر (الألمانية)
- مانويل فالس على موقع قاعدة بيانات الفيلم (الإنجليزية)